# Yasemin Anagöz
Yasemin Ecem Anagöz (İzmir, 14 de outubro de 1998) é uma arqueira olímpica turca, campeã da Europa 2018.